# 响水 (柳州)
响水是位于广西壮族自治区柳州市鹿寨县的洛江的一个滩头，在中渡镇大兆村。响水可游览段约2.2公里。滩头因为水急而发出响声，而称为响水，离滩头不远有一瀑布，名叫响水瀑布，水流宽约百米。